# Lago Solitude
El lago Solitude (del inglés: Solitude Lake) es un pequeño lago de montaña de Estados Unidos, situado en el estado de Wyoming.

## Geografía
El lago Solitude se encuentra en el Parque nacional de Grand Teton. Tiene 480 metros de longitud y una anchura de unos 400 metros. Está situado en el extremo norte del cañón Cascade y es un destino popular para los excursionistas. Desde el Cañón Cascade hasta la orilla oeste del lago Jenny hay una distancia de 11,6 kilómetros y un desnivel de 686 metros.
Una ruta alternativa hacia el lago comienza al norte del lago String y sube abruptamente a través del cañón Paintbrush y luego desciende al lago Solitude después de unos 18,5 kilómetros de recorrido y un desnivel de 1066 metros.